# Solimões
Solimões – brazylijska nazwa górnej części Amazonki, obejmująca odcinek tej rzeki od granicy peruwiańskiej do ujścia do niej Rio Negro.